# Grauwe knotszwam
De grauwe knotszwam (Clavaria ravida) is een paddenstoel uit de familie Clavariaceae. Hij leeft vermoedelijke saprotroof in vochtige duinvallei tussen gras en kruiden.

## Kenmerken
De basidia zijn 2- en 4-sporig. De sporen meten (9,4-) 11,2-13,9 x 6,3-7,6 μm.

## Verspreiding
In Nederland staat de grauwe knotszwam op de rode lijst in de categorie 'verdwenen'.